# Copa Davis de 1986
A Copa Davis de 1986 foi a 75ª edição da principal competição do tênis masculino. No grupo mundial, 16 equipes disputaram a competição, que terminou no dia 28 de dezembro de 1986. No total, 71 times participaram do torneio. Neste ano, a Zona Africana é incorporada como qualificatório para a Zona Europeia, que classifica para o Grupo Mundial do ano seguinte.

## Grupo Mundial
| Equipes Participantes | Equipes Participantes | Equipes Participantes | Equipes Participantes |
| Alemanha Ocidental    | Austrália             | Dinamarca             | Equador               |
| Espanha               | Estados Unidos        | Índia                 | Itália                |
| Iugoslávia            | México                | Nova Zelândia         | Paraguai              |
| Reino Unido           | Suécia                | Tchecoslováquia       | União Soviética       |
| --------------------- | --------------------- | --------------------- | --------------------- |

### Jogos
|  | 1ª fase 7-10 de março    | 1ª fase 7-10 de março  |                          |   | Quartas-de-finais 18-20 de julho | Quartas-de-finais 18-20 de julho |  |  | Semi-finais 3-5 de outubro | Semi-finais 3-5 de outubro |  |  | Final 25-28 de dezembro | Final 25-28 de dezembro |
|  |                          |                        |                          |   |                                  |                                  |  |  |                            |                            |  |  |                         |                         |
|  | Cidade do México, México |                        |                          |   |                                  |                                  |  |  |                            |                            |  |  |                         |                         |
|  |                          |                        |                          |   |                                  |                                  |  |  |                            |                            |  |  |                         |                         |
|  | Alemanha Ocidental       | 2                      |                          |   |                                  |                                  |  |  |                            |                            |  |  |                         |                         |
|  | Alemanha Ocidental       | 2                      | Cidade do México, México |   |                                  |                                  |  |  |                            |                            |  |  |                         |                         |
|  | México                   | 3                      |                          |   |                                  |                                  |  |  |                            |                            |  |  |                         |                         |
|  | México                   | 3                      | México                   | 1 |                                  |                                  |  |  |                            |                            |  |  |                         |                         |
|  | Guaiaquil, Equador       |                        | México                   | 1 |                                  |                                  |  |  |                            |                            |  |  |                         |                         |
|  |                          | Estados Unidos         | 4                        |   |                                  |                                  |  |  |                            |                            |  |  |                         |                         |
|  | Estados Unidos           | Estados Unidos         | 4                        | 3 |                                  |                                  |  |  |                            |                            |  |  |                         |                         |
|  | Estados Unidos           |                        | Brisbane, Austrália      | 3 |                                  |                                  |  |  |                            |                            |  |  |                         |                         |
|  | Equador                  | 2                      |                          |   |                                  |                                  |  |  |                            |                            |  |  |                         |                         |
|  | Equador                  | 2                      | Estados Unidos           | 1 |                                  |                                  |  |  |                            |                            |  |  |                         |                         |
|  | Auckland, Nova Zelândia  |                        | Estados Unidos           | 1 |                                  |                                  |  |  |                            |                            |  |  |                         |                         |
|  |                          | Austrália              | 3                        |   |                                  |                                  |  |  |                            |                            |  |  |                         |                         |
|  | Austrália                | Austrália              | 3                        | 4 |                                  |                                  |  |  |                            |                            |  |  |                         |                         |
|  | Austrália                | Wimbledon, Reino Unido |                          | 4 |                                  |                                  |  |  |                            |                            |  |  |                         |                         |
|  | Nova Zelândia            | 1                      |                          |   |                                  |                                  |  |  |                            |                            |  |  |                         |                         |
|  | Nova Zelândia            | 1                      | Austrália                | 4 |                                  |                                  |  |  |                            |                            |  |  |                         |                         |
|  | Telford, Reino Unido     |                        | Austrália                | 4 |                                  |                                  |  |  |                            |                            |  |  |                         |                         |
|  |                          | Reino Unido            | 1                        |   |                                  |                                  |  |  |                            |                            |  |  |                         |                         |
|  | Espanha                  | Reino Unido            | 1                        | 1 |                                  |                                  |  |  |                            |                            |  |  |                         |                         |
|  | Espanha                  |                        | Melbourne, Austrália     | 1 |                                  |                                  |  |  |                            |                            |  |  |                         |                         |
|  | Reino Unido              | 4                      |                          |   |                                  |                                  |  |  |                            |                            |  |  |                         |                         |
|  | Reino Unido              | 4                      | Austrália                | 3 |                                  |                                  |  |  |                            |                            |  |  |                         |                         |
|  | Belgrado, Iugoslávia     |                        | Austrália                | 3 |                                  |                                  |  |  |                            |                            |  |  |                         |                         |
|  |                          | Suécia                 | 2                        |   |                                  |                                  |  |  |                            |                            |  |  |                         |                         |
|  | Iugoslávia               | Suécia                 | 2                        | 3 |                                  |                                  |  |  |                            |                            |  |  |                         |                         |
|  | Iugoslávia               | Sarajevo, Iugoslávia   |                          | 3 |                                  |                                  |  |  |                            |                            |  |  |                         |                         |
|  | União Soviética          | 2                      |                          |   |                                  |                                  |  |  |                            |                            |  |  |                         |                         |
|  | União Soviética          | 2                      | Iugoslávia               | 0 |                                  |                                  |  |  |                            |                            |  |  |                         |                         |
|  | Calcutá, Índia           |                        | Iugoslávia               | 0 |                                  |                                  |  |  |                            |                            |  |  |                         |                         |
|  |                          | Tchecoslováquia        | 5                        |   |                                  |                                  |  |  |                            |                            |  |  |                         |                         |
|  | Índia                    | Tchecoslováquia        | 5                        | 1 |                                  |                                  |  |  |                            |                            |  |  |                         |                         |
|  | Índia                    |                        | Praga, Tchecoslováquia   | 1 |                                  |                                  |  |  |                            |                            |  |  |                         |                         |
|  | Tchecoslováquia          | 4                      |                          |   |                                  |                                  |  |  |                            |                            |  |  |                         |                         |
|  | Tchecoslováquia          | 4                      | Tchecoslováquia          | 1 |                                  |                                  |  |  |                            |                            |  |  |                         |                         |
|  | Palermo, Itália          |                        | Tchecoslováquia          | 1 |                                  |                                  |  |  |                            |                            |  |  |                         |                         |
|  |                          | Suécia                 | 4                        |   |                                  |                                  |  |  |                            |                            |  |  |                         |                         |
|  | Itália                   | Suécia                 | 4                        | 4 |                                  |                                  |  |  |                            |                            |  |  |                         |                         |
|  | Itália                   | Båstad, Suécia         |                          | 4 |                                  |                                  |  |  |                            |                            |  |  |                         |                         |
|  | Paraguai                 | 1                      |                          |   |                                  |                                  |  |  |                            |                            |  |  |                         |                         |
|  | Paraguai                 | 1                      | Itália                   | 0 |                                  |                                  |  |  |                            |                            |  |  |                         |                         |
|  | Brøndby, Dinamarca       |                        | Itália                   | 0 |                                  |                                  |  |  |                            |                            |  |  |                         |                         |
|  |                          | Suécia                 | 5                        |   |                                  |                                  |  |  |                            |                            |  |  |                         |                         |
|  | Dinamarca                | Suécia                 | 5                        | 0 |                                  |                                  |  |  |                            |                            |  |  |                         |                         |
|  | Dinamarca                |                        |                          | 0 |                                  |                                  |  |  |                            |                            |  |  |                         |                         |
|  | Suécia                   | 5                      |                          |   |                                  |                                  |  |  |                            |                            |  |  |                         |                         |
|  | Suécia                   | 5                      |                          |   |                                  |                                  |  |  |                            |                            |  |  |                         |                         |

### Final
| Austrália 3 | Kooyong Stadium, Melbourne, Austrália 26 de dezembro - 28 de dezembro grama | Kooyong Stadium, Melbourne, Austrália 26 de dezembro - 28 de dezembro grama | Suécia 2 |       |     |     |     |  |
| \| \| \| \| 1 \| 2 \| 3 \| 4 \| 5 \| \| \| - \| \| -------------------------------------------------------- \| ----- \| ----- \| --- \| --- \| --- \| \| \| 1 \| \| Pat Cash Stefan Edberg \| 13 11 \| 13 11 \| 6 4 \| \| \| \| \| 2 \| \| Paul McNamee Mikael Pernfors \| 3 6 \| 1 6 \| 3 6 \| \| \| \| \| 3 \| \| Pat Cash / John Fitzgerald Stefan Edberg / Anders Järryd \| 6 3 \| 6 4 \| 4 6 \| 6 1 \| \| \| \| 4 \| \| Pat Cash Mikael Pernfors \| 2 6 \| 4 6 \| 6 3 \| 6 4 \| 6 3 \| \| \| 5 \| \| Paul McNamee Stefan Edberg \| 8 10 \| 4 6 \| \| \| \| \| |                                                                             |                                                                             |          |       |     |     |     |  |
| |                                                                             |                                                                             | 1        | 2     | 3   | 4   | 5   |  |
| 1 | Austrália · Suécia                                                          | Pat Cash Stefan Edberg                                                      | 13 11    | 13 11 | 6 4 |     |     |  |
| 2 | Austrália · Suécia                                                          | Paul McNamee Mikael Pernfors                                                | 3 6      | 1 6   | 3 6 |     |     |  |
| 3 | Austrália · Suécia                                                          | Pat Cash / John Fitzgerald Stefan Edberg / Anders Järryd                    | 6 3      | 6 4   | 4 6 | 6 1 |     |  |
| 4 | Austrália · Suécia                                                          | Pat Cash Mikael Pernfors                                                    | 2 6      | 4 6   | 6 3 | 6 4 | 6 3 |  |
| 5 | Austrália · Suécia                                                          | Paul McNamee Stefan Edberg                                                  | 8 10     | 4 6   |     |     |     |  |

### Campeão
| Copa Davis de 1986           |
| ---------------------------- |
| AUSTRÁLIA Campeão 26º título |

## Grupos Regionais

### Repescagem
As partidas da repescagem aconteceram entre os dias 3 e 5 de outubro, entre os perdedores da 1ª rodada do Grupo Mundial.
| Local     | Time local         | Placar | Visitante       |
| --------- | ------------------ | ------ | --------------- |
| Assunção  | Paraguai           | 3-2    | Dinamarca       |
| Essen     | Alemanha Ocidental | 5-0    | Equador         |
| Barcelona | Espanha            | 5-0    | Nova Zelândia   |
| Nova Déli | Índia              | 4-1    | União Soviética |

### Zona das Américas
- Argentina
- Brasil
- Canadá
- Caribe Ocidental
- Chile
- Colômbia
- Peru
- Uruguai
- Venezuela

### Zona do Leste/Oriental
- Bangladesh
- China
- Taipé Chinês
- Hong Kong
- Indonésia
- Japão
- Malásia
- Paquistão
- Filipinas
- Singapura
- Coreia do Sul
- Sri Lanka
- Tailândia

### Zona da Europa/África
| Zona Africana - Argélia - Costa do Marfim - Quênia - Líbia - Marrocos - Nigéria - Senegal - Tunísia - Zimbábue | Zona A - Áustria - Bulgária - Chipre - Egito - Finlândia - França - Luxemburgo - Malta - Polônia - Portugal - Romênia - Turquia - Zimbábue | Zona B - Bélgica - Grécia - Hungria - Irã - Irlanda - Israel - Mónaco - Países Baixos - Nigéria - Noruega - Arábia Saudita - Suíça - Síria |

## Ligações Externas
(em inglês) Site Oficial